# Hispanie sertorienne
c. 80 av. J.-C. – c. 73 av. J.-C.
Entités précédentes :
- République romaine

Entités suivantes :
- République romaine

L'Hispanie sertorienne est État sécessionniste romano-ibère créé par Quintus Sertorius lors de la guerre sertorienne. Il dispose d'un sénat de 300 membres.